# پادشاهی فنلاند (۱۹۱۸)
پادشاهی فنلاند (فنلاندی: Suomen kuningaskuntaسوئدی: Konungariket Finland) یک تلاش ناموفق برای ایجاد سلطنت در فنلاند پس از اعلامیه استقلال فنلاند از روسیه در دسامبر ۱۹۱۷ و جنگ داخلی فنلاند از ژانویه – مه ۱۹۱۸ بود. سپیدهای فنلاند پیروز در پارلمان فنلاند روند تبدیل فنلاند به پادشاهی و ایجاد سلطنت را آغاز کردند. اگرچه این کشور از نظر قانونی یک پادشاهی بود که توسط یک نایب السلطنه رهبری می‌شد، فردریش کارل، پادشاه منتخب، پس از شکست آلمان در جنگ جهانی اول، هرگز سلطنت نکرد و به فنلاند نیامد. پیروزی‌های جمهوری خواهان در انتخابات بعدی منجر به جمهوری شدن کشور شد.
در طول جنگ داخلی فنلاند در سال ۱۹۱۸، گاردهای سرخ فنلاند در روابط دوستانه با روسیه شوروی با گاردهای سفید فنلاند که با امپراتوری آلمان متحد شده بودند، جنگیدند. کمک مستقیم از بخش دریای بالتیک آلمان به سفیدپوستانی که در جنگ پیروز شدند کمک کرد. دولت موقت که پس از اعلام استقلال دوک نشین فنلاند ایجاد شد، به شدت به سمت راست فنلاند متمایل شد و تعدادی سلطنت طلب را نیز دربر گرفت. مجلس طرح‌هایی برای ایجاد یک سلطنت فنلاند بر اساس این تئوری حقوقی طراحی کرد که قانون اساسی سوئد در سال ۱۷۷۲ هنوز در حال اجرا بود، اما یک دوره بین‌سلطنتی طولانی بدون پادشاهی بر تاج و تخت وجود داشت. شاهزاده فردریش کارل هسه در ۹ اکتبر ۱۹۱۸ توسط پارلمان فنلاند به تخت سلطنت فنلاند برگزیده شد، اما او هرگز این سمت را نگرفت و به فنلاند سفر نکرد. بلافاصله پس از انتخابات، رهبران فنلاند و همچنین مردم با تأخیر متوجه وضعیت وخیم متحدان آلمانی خود شدند و حکمت انتخاب یک شاهزاده آلمانی رهبر جدید آنها در حالی که آلمان در شرف شکست در جنگ جهانی اول بود، زیر سؤال رفت. آلمان خود جمهوری شد و قیصر ویلهلم دوم را خلع کرد و در نوامبر با متفقین آتش‌بس امضا کرد. قدرت‌های غربی پیروز به دولت فنلاند اطلاع دادند که استقلال فنلاند تنها در صورتی به رسمیت شناخته می‌شود که اتحاد خود با آلمان را کنار بگذارد. در نتیجه، در دسامبر ۱۹۱۸، فردریش کارل از تاج و تخت دست کشید و بخش دریای بالتیک از فنلاند خارج شد. در انتخابات مارس ۱۹۱۹، در حالی که چپ فنلاند و سوسیالیست‌ها می‌توانستند رای دهند، جمهوری‌خواهان به پیروزی بزرگی دست یافتند. وضعیت فنلاند به عنوان یک جمهوری در قانون اساسی فنلاند در سال ۱۹۱۹ تأیید شد.

## تاریخ

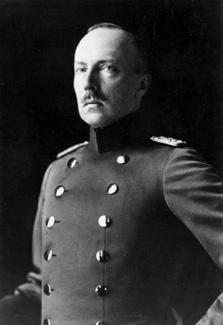
شاهزاده فریدریش کارل هسن، پادشاه منتخب فنلاند

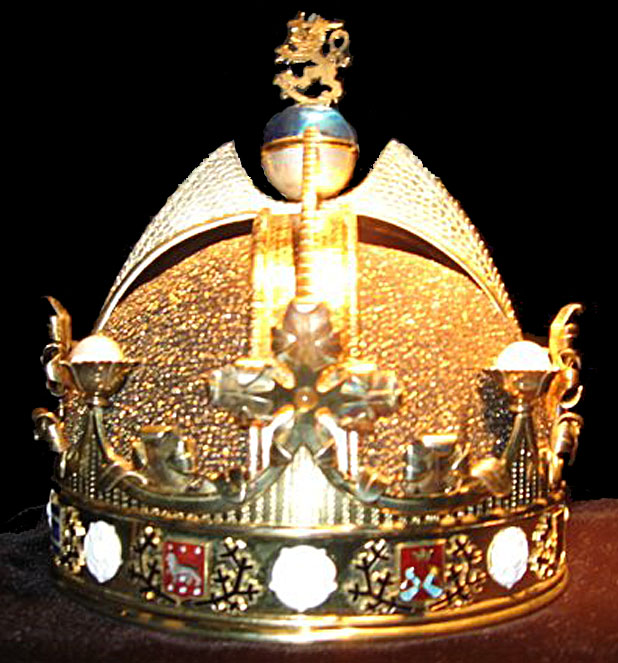
ماکت تاج که برای پادشاه فنلاند طراحی شده است. تاج واقعی هرگز ساخته نشد. با این حال، این ماکت از نقاشی‌های اصلی در دهه ۱۹۸۰ ساخته شده است.

فنلاند در ۶ دسامبر ۱۹۱۷ از امپراتوری روسیه که در آن زمان درگیر جنگ داخلی روسیه بود، اعلام استقلال کرده بود. در زمان اعلام استقلال، سلطنت طلبان در پارلمان فنلاند در اقلیت بودند و فنلاند به عنوان جمهوری اعلام شد. جنگ داخلی به دنبال داشت و پس از آن، در حالی که حزب سوسیال دموکرات طرفدار جمهوری‌خواه از پارلمان کنار گذاشته شد و قبل از تصویب قانون اساسی جدید، فردریک در ۹ اکتبر ۱۹۱۸ به تاج و تخت فنلاند انتخاب شد.
یتوانی قبلاً در ژوئیه ۱۹۱۸ گام مشابهی برداشته بود و ویلهلم کارل، دوک اوراخ و کنت وورتمبرگ را به عنوان پادشاه لیتوانی مینداوگاس دوم انتخاب کرد. در لتونی و استونی، «مجمع عمومی استانی» متشکل از اشراف بالتیک-آلمانی از امپراتور آلمان، ویلهلم دوم، خواسته بود تا استان‌های بالتیک را به عنوان یک سلطنت مشترک و تحت الحمایه آلمان به رسمیت بشناسد. آدولف فردریش، دوک مکلنبورگ-شورین، از سوی آلمانی‌ها به عنوان دوک «دوک نشین متحد بالتیک» انتخاب شد.
در زمان استقلال، فنلاند، مانند استان‌های بالتیک، روابط نزدیکی با امپراتوری آلمان داشت. آلمان تنها قدرت بین‌المللی بود که از آمادگی برای استقلال حمایت کرده بود، به ویژه با آموزش داوطلبان به عنوان سربازان فنلاندی Jäger. آلمان نیز علیرغم وضعیت نامطمئن خود در جنگ داخلی فنلاند مداخله کرده بود. موقعیت فنلاند در برابر آلمان تا بهار ۱۹۱۸ به سمت یک تحت الحمایه در حال تغییر بود و انتخاب شاهزاده فردریک، برادر همسر ویلهلم دوم، به عنوان تأییدی بر روابط نزدیک بین دو ملت تلقی می‌شد. نخست‌وزیر شدیداً طرفدار آلمان، جوهو کوستی پااسیکیوی، و دولتش در اکتبر ۱۹۱۸ تاج را به شاهزاده فردریک پیشنهاد دادند، در حالی که پهر اویند سوین هافود به عنوان نایب السلطنه اعلام شد.
تصویب قانون اساسی سلطنتی جدید به تعویق افتاده بود زیرا اکثریت واجد شرایط لازم را به دست نیاورد. مشروعیت انتخابات سلطنتی بر اساس سند حکومتی سال ۱۹۱۸ بود که در زمان گوستاو سوم پادشاه سوئد، زمانی که فنلاند بخشی از پادشاهی سوئد بود، به تصویب رسید. همین سند قانون اساسی همچنین مبنای حکومت امپراتورهای روسیه، به عنوان دوک‌های بزرگ فنلاند، در طول قرن نوزدهم بوده است.
نماینده پارلمان گوستاف آروکالیو نام سلطنتی "کارل اول، پادشاه فنلاند و کارلیا، دوک آلاند، دوک بزرگ لاپلند، لرد کالوا و شمال " را پیشنهاد کرد (فنلاندی: Kaarle I, Suomen ja Karjalan kuningas, Ahvenanmaan herttua, Lapinmaan suuriruhtinas, Kalevan ja Pohjolan isäntä; سوئدی: Karl I, Kung av Finland och Karelen, hertig av Åland, storhertig av Lappland, herre över Kaleva och Pohjola).
در ۹ نوامبر ۱۹۱۸ امپراتور آلمان ویلهلم دوم از سلطنت کناره‌گیری کرد و آلمان یک جمهوری اعلام شد. دو روز بعد، در ۱۱ نوامبر ۱۹۱۸، آتش‌بس بین متخاصمان جنگ جهانی اول امضا شد. اطلاعات کمی در مورد دیدگاه قدرت‌های متفقین در مورد امکان شاهزاده آلمانی الاصل به عنوان پادشاه فنلاند وجود دارد. با این حال، هشدارهای دریافتی از غرب، دولت فنلاند، نخست‌وزیر لوری اینگمن را متقاعد کرد – خود یک سلطنت طلب – از شاهزاده فردریش کارل بخواهد تاج را که هنوز به فنلاند نیامده بود، رها کند.
پادشاه منتخب فردریش کارل در ۱۴ دسامبر ۱۹۱۸ تاج و تخت را کنار گذاشت. Svinhufvud استعفا داد و ژنرال کارل گوستاو امیل مانرهیم، رهبر سفیدها در طول جنگ داخلی فنلاند، به عنوان نایب السلطنه فنلاند منصوب شد. احزاب جمهوری‌خواه در انتخابات ۱۹۱۹ سه چهارم کرسی‌های پارلمان را به دست آوردند و فنلاند قانون اساسی جمهوری را تصویب کرد. در ژوئیه ۱۹۱۹، اولین رئیس‌جمهور فنلاند ، کارلو جوهو استالبرگ، جایگزین مانرهایم به عنوان اولین رئیس‌جمهور جمهوری شد.